# Naturpark Rieserferner-Ahrn

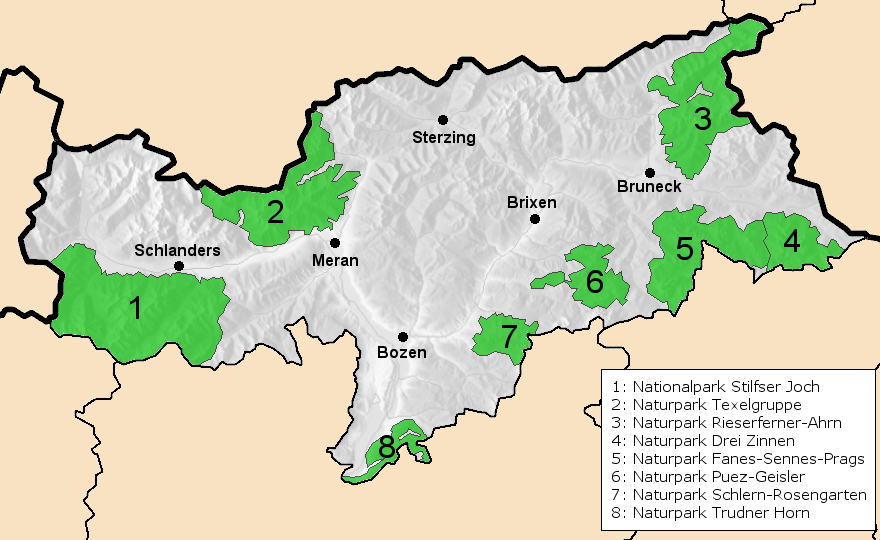
Karte der Naturparks in Südtirol mit dem Naturpark Rieserferner-Ahrn (3)

Der Naturpark Rieserferner-Ahrn (italienisch Parco Naturale Vedrette di Ries-Aurina) ist ein Regionalpark im Nordosten Südtirols in Italien. Er erstreckt sich über Gebiete der Rieserfernergruppe, der Venedigergruppe und der Zillertaler Alpen. Er wurde 1988 gegründet und umfasst eine Fläche von 31.320 ha, aufgeteilt auf die Gemeinden Ahrntal, Gais, Percha, Prettau, Rasen-Antholz und Sand in Taufers.

## Ausdehnung und Lebensräume
Der Park dehnt sich über weiträumige Hochgebirgslandschaften aus. Die südliche Hälfte umfasst den gesamten Südtiroler Anteil der Rieserferngruppe zwischen Antholz, Taufers und Rein. Die nördliche Hälfte erstreckt sich über die Südtiroler Anteile der Venedigergruppe einschließlich der gesamten Durreckgruppe und greift im oberen Ahrntal noch auf den Zillertaler Hauptkamm im Bereich des Krimmler Tauern über. Jenseits der Staatsgrenze zu Österreich im Osten schließt direkt der Nationalpark Hohe Tauern an.
Aus geologischer Sicht ist der Naturpark Rieserferner-Ahrn aufgrund des zum Vorschein kommenden Tauernfensters besonders interessant. Charakteristisch für den Park ist sein großer Wasserreichtum, der sich im Vorhandensein zahlreicher Bergbäche und Seen, darunter des Antholzer Sees, ausdrückt. Die Hochtäler des Parks sind von Nadelmischwäldern eingerahmt, oberhalb der Waldgrenze erstrecken sich alpine Rasengesellschaften und Weiden. Ein großer Teil des Naturschutzgebiets besteht aus karg bewachsenen Felsen und Schutthalden. An Nordhängen finden sich einige Gletscher, darunter der namensgebende Rieserferner am Schneebigen Nock. Unter den zahlreichen Gipfeln, die die 3000-m-Marke übertreffen, ragen die Dreiherrnspitze (3499 m), die Rötspitze (3496 m) und der Hochgall (3436 m) heraus.

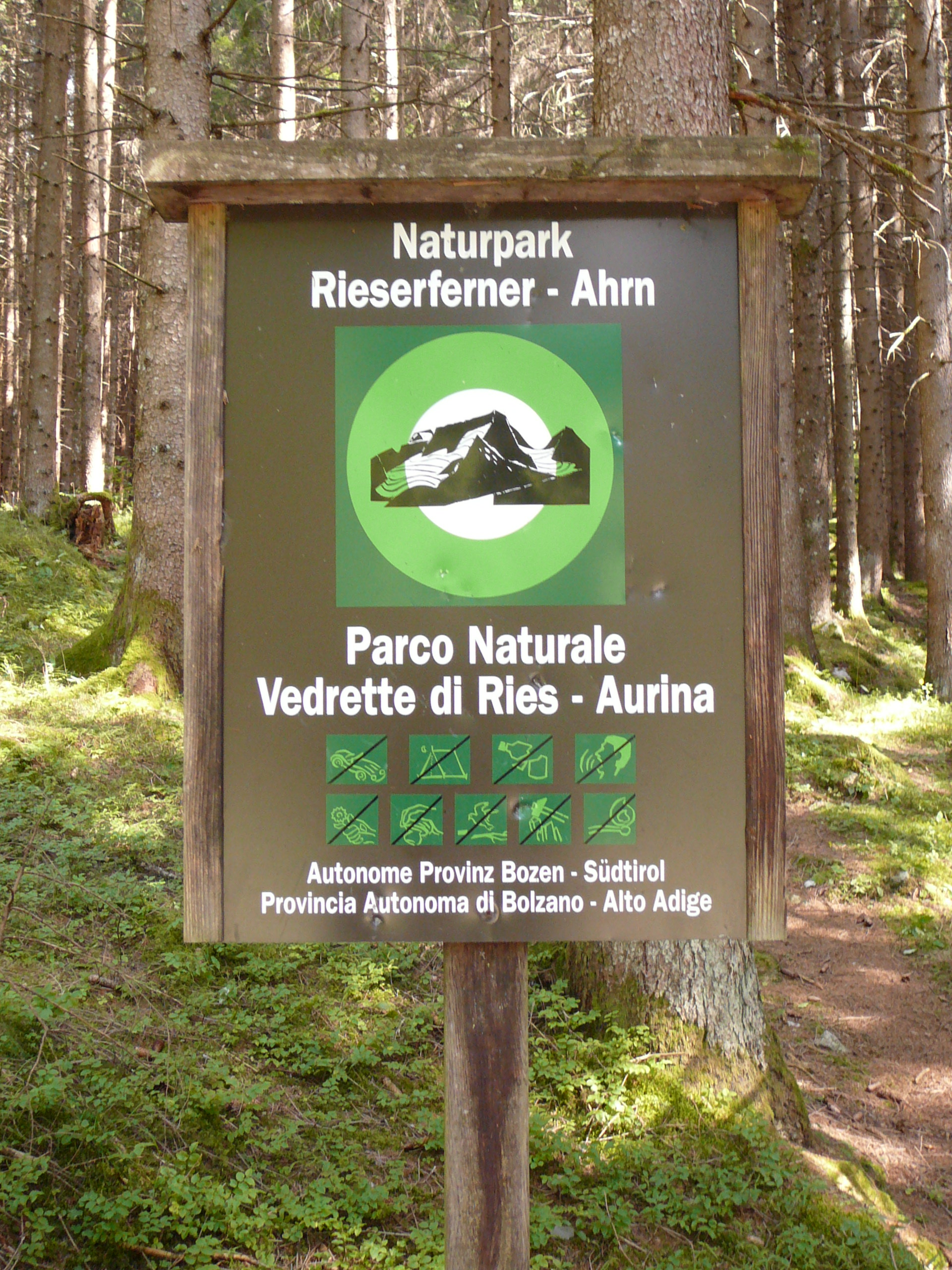
Hinweisschild
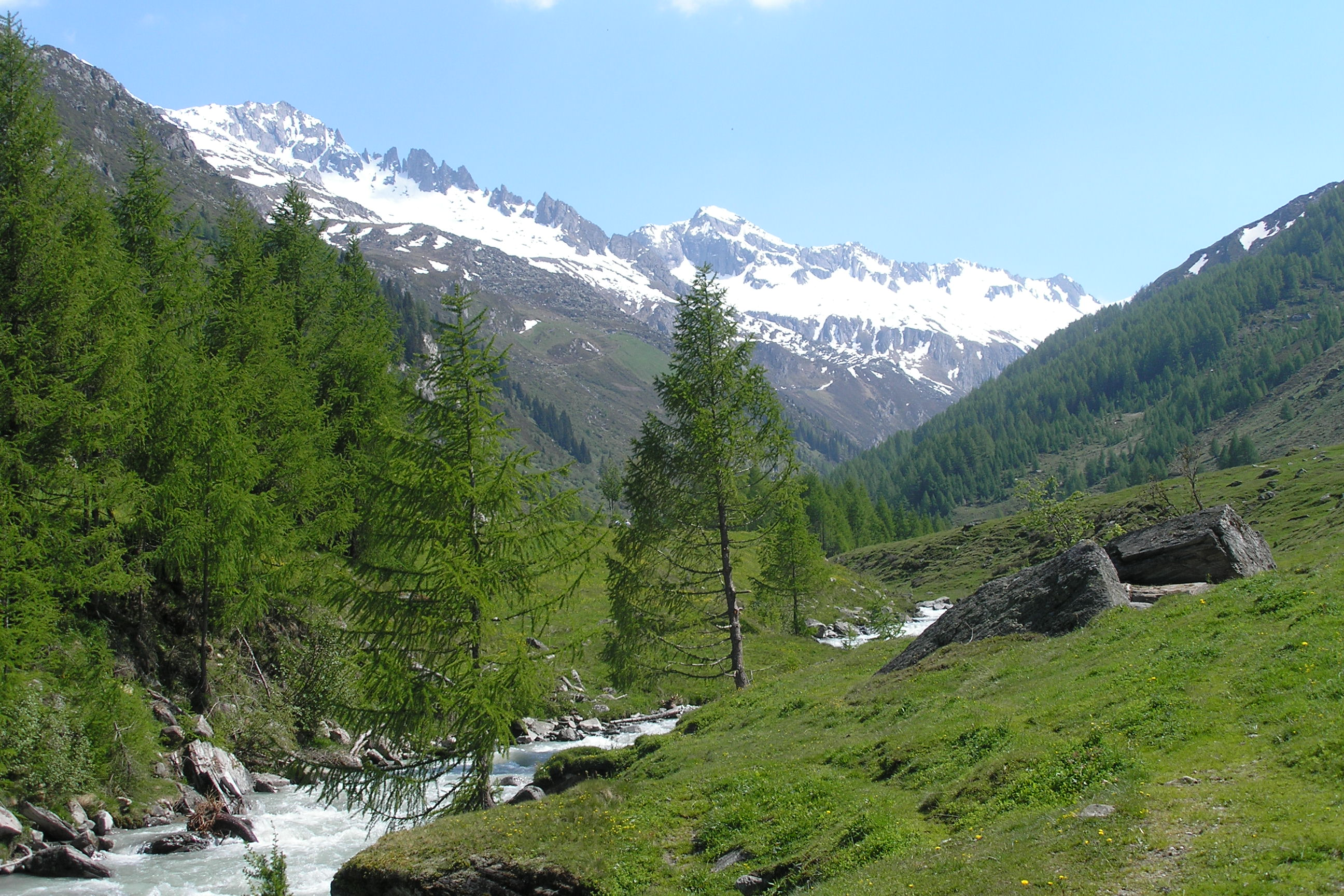
Oberes Ahrntal
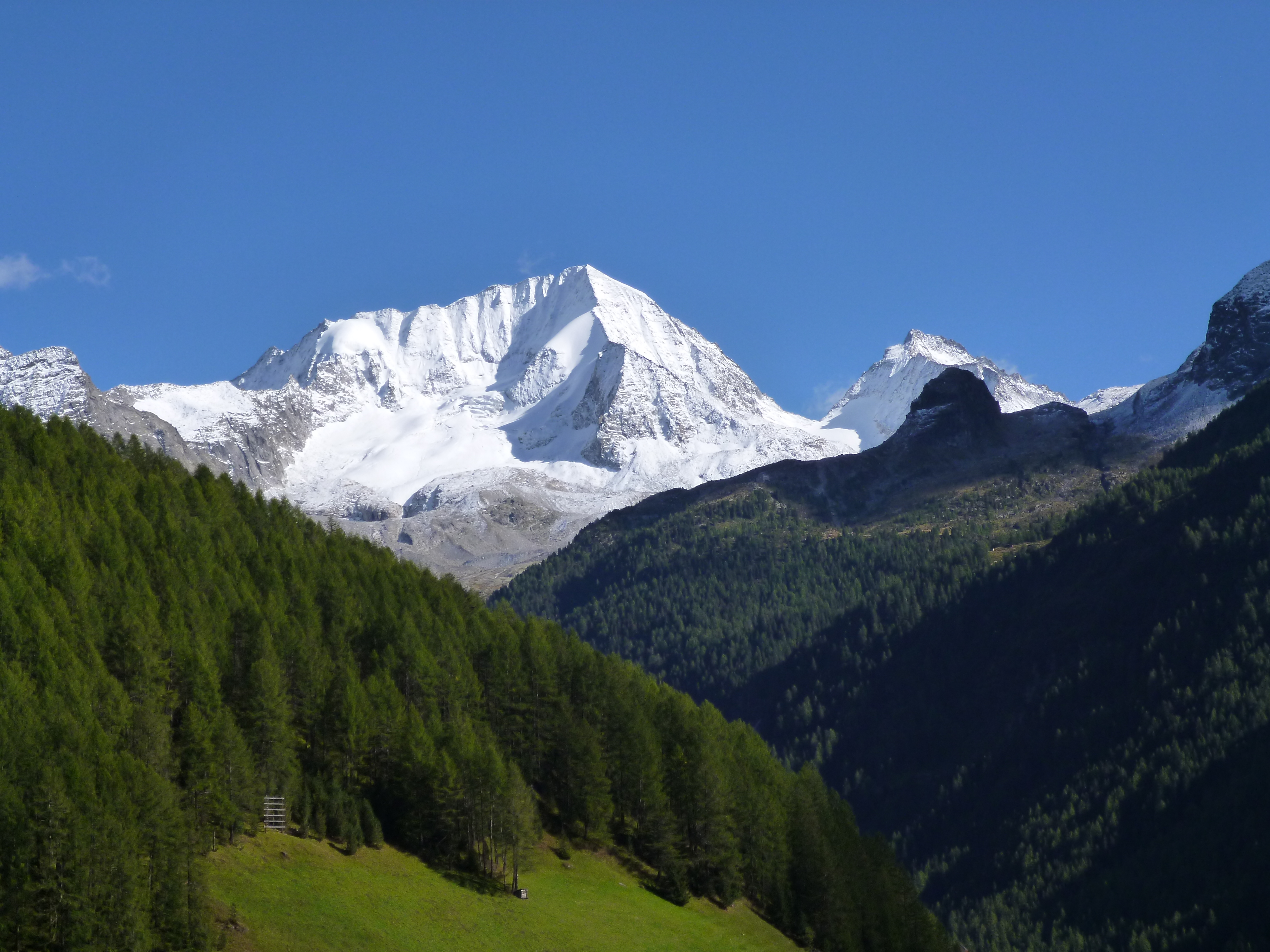
Hochgall
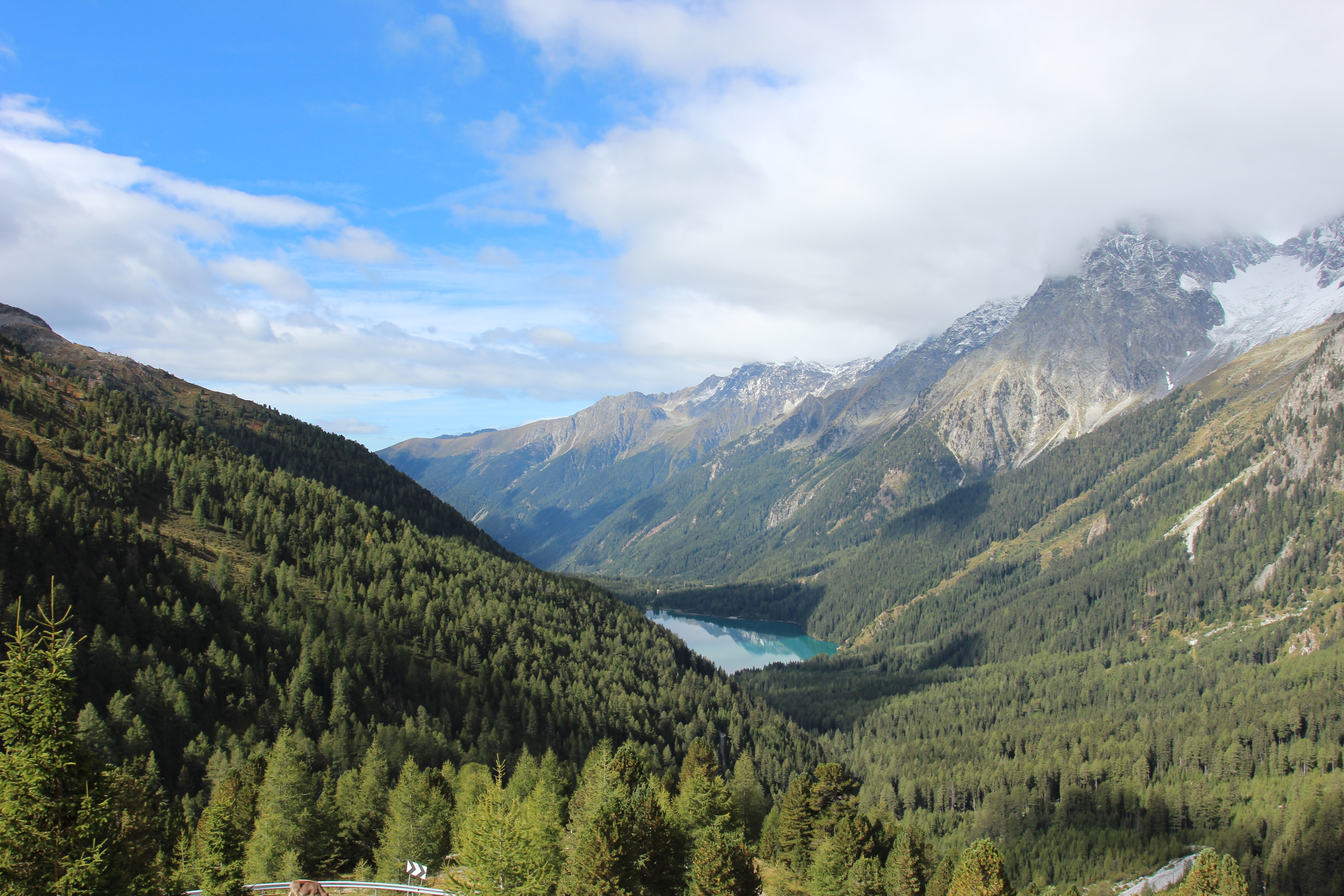
Antholzer See
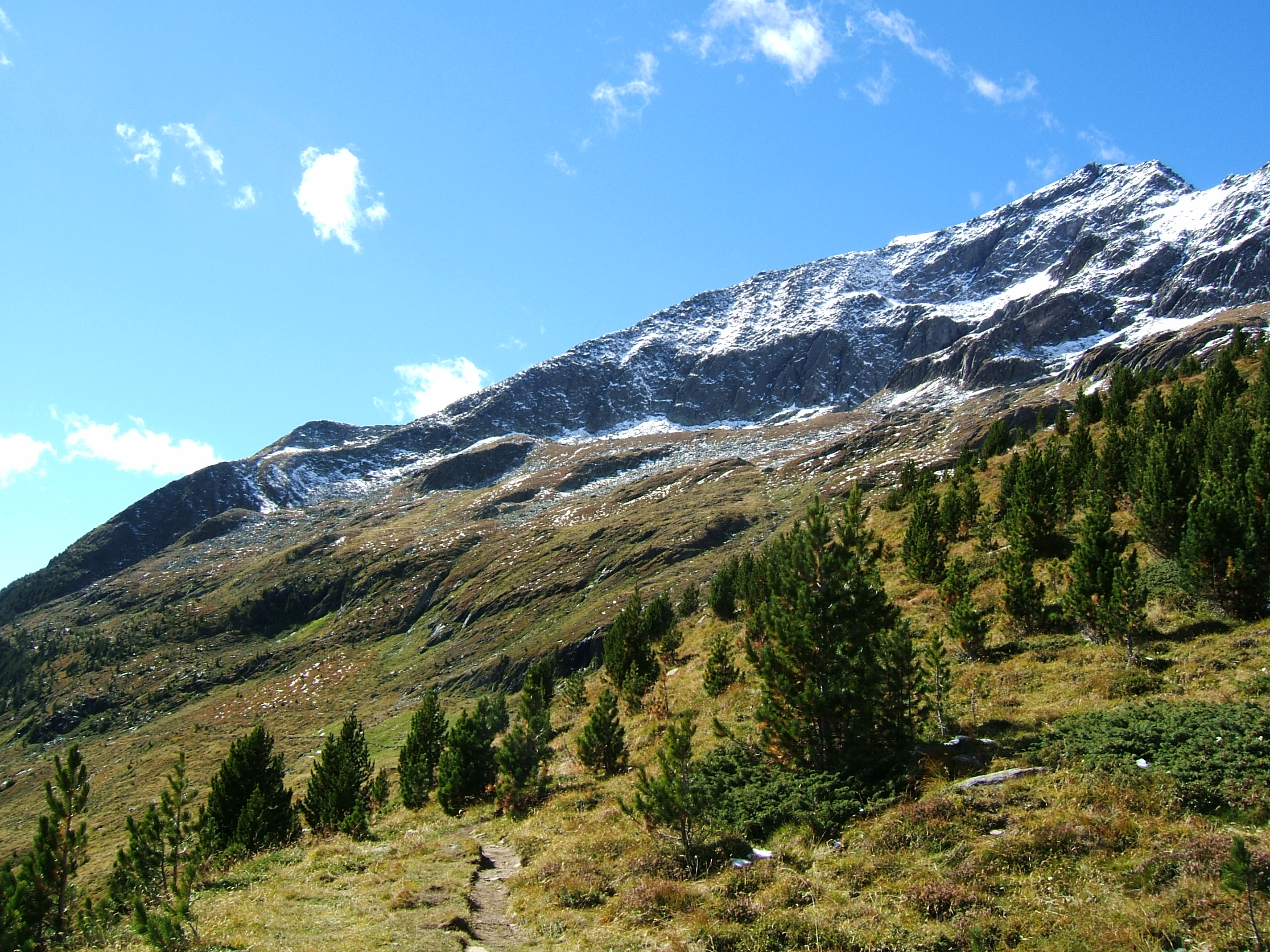
Hirbernock

## Geschichte und Einrichtungen
Der Naturpark Rieserferner-Ahrn wurde 1988 gegründet und ist somit der jüngste Naturpark Südtirols. In Sand in Taufers befindet sich das „Naturparkhaus Rieserferner-Ahrn“ (Standort: ⊙), das über Natur, Landschaft und Entwicklungsgeschichte der Naturparkregion informiert. In Kasern gibt es eine Naturpark-Infostelle (Standort: ⊙).